# Ambur Braid

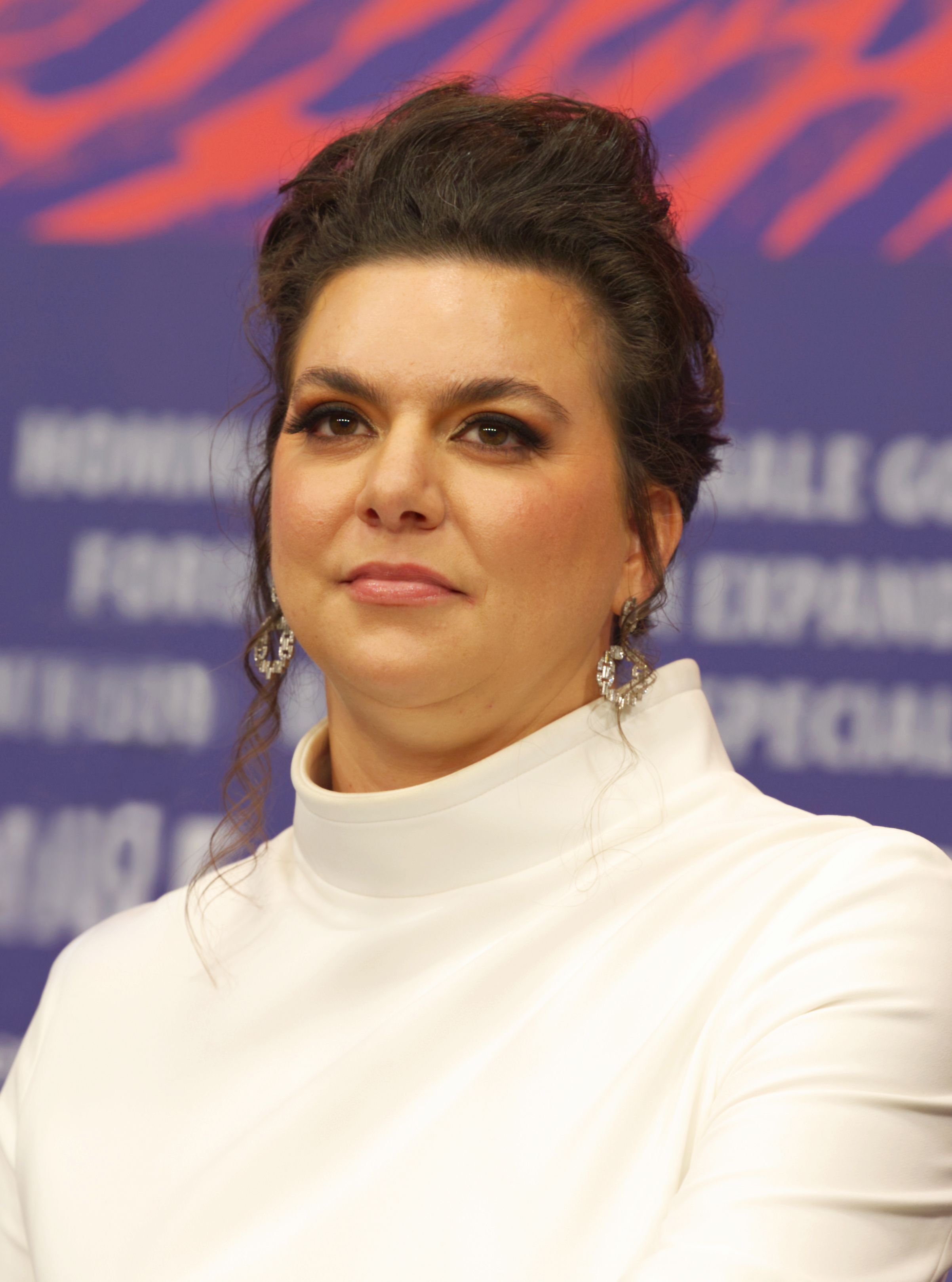
Ambur Braid, 2024

Ambur Braid (geboren am 19. März 1983 in Terrace, British Columbia als Amber Dionne Braid) ist eine kanadische Opernsängerin (Sopran). Seit der Spielzeit 2018/19 gehört sie zum Ensemble der Oper Frankfurt.

## Leben und Wirken
Ambur Braid studierte an der Glenn Gould School des Royal Conservatory of Music in Toronto, am San Francisco Conservatory und absolvierte das Ensemble Studio der Canadian Opera Company. Als Mitglied des Canadian Opera Company’s Ensemble Studio trat sie als Adele in Die Fledermaus, sowie als Königin der Nacht und als Vitellia in den Mozart-Opern Die Zauberflöte und Titus auf.
In der Spielzeit 2014/15 sang sie am Teatro Nacional de São Carlos in Lissabon die Anne Trulove in einer Neuinszenierung der Oper The Rake’s Progress. In der Spielzeit 2015/16 war sie an der English National Opera (ENO) die Königin der Nacht in Simon McBurneys Inszenierung von Mozarts Die Zauberflöte.
2017 debütierte sie in der Partie der Königin in dem Operneinakter Das geheime Königreich von Ernst Krenek an der Oper Frankfurt, seit der Spielzeit 2018/19 gehört sie deren Ensemble an. 2020 errang sie dort einen großen Erfolg bei Publikum und Presse in der Titelpartie der Oper Salome, inszeniert von Barrie Kosky.
2022 sang sie an der Opéra National de Lyon die Eva in Franz Schrekers Oper Irrelohe und bei den Bregenzer Festspielen die Rolle der Kurtisane Stephana in Umberto Giordanos Oper Siberia. In der Spielzeit 2022/23 sang sie an der Frankfurter Oper die Angèle in Kurt Weills Der Zar läßt sich photographieren sowie Chawa in Rudi Stephans einziger Oper Die ersten Menschen. In der Spielzeit 2023/24 folgte dort die Rachel in La Juive.
Braids breit gefächertes Rollenrepertoire umfasst sowohl Koloraturpartien als auch lyrische und dramatische Partien und Rollen aus dem romantischen und veristischen Repertoire.
Zu ihrem Oratorien- und Konzertrepertoire zählen Konzertarien von Mozart und dessen Requiem, Beethovens 9. Sinfonie, Mendelsohns Elijah, Florent Schmitts La Tragédie de Salomé und Brittens War Requiem. Braid sang unter der Leitung von Dirigenten wie Alain Altinoglu, Titus Engel, Dirk Kaftan und Erik Nielsen.
In Liederabenden interpretierte sie Cabaret Songs von Benjamin Britten und William Bolcom, die Baudelaire-Lieder von Debussy, Les Banalites und Metamorphoses von Poulenc, Saluste du Bartas von Honegger, weiters Werke von Erich Wolfgang Korngold, Libby Larsen und Erik Ross.

## Opernrollen (Auswahl)
- Bellini: Titelrolle in Norma
- Donizetti: Titelrollen in Lucia di Lammermoor, Anna Bolena, Maria Stuarda und Elisabetta in Roberto Devereux
- Giordano: Stephana in Siberia
- Massenet: Titelrollen in Manon und Esclarmonde
- Mozart: Königin der Nacht in Die Zauberflöte, Konstanze in Die Entführung aus dem Serail, Fiordiligi in Così fan tutte, Donna Anna in Don Giovanni, Vitellia in La clemenza di Tito, Elettra in Idomeneo
- Puccini: Titelrolle in Tosca, Musetta in La Bohème
- Saariaho: Clemence in L’amour de loin[14]
- Strauss: Titelrollen in Salome und Ariadne auf Naxos; Chrysothemis in Elektra
- Verdi: Violetta in La traviata

## Auszeichnungen (Auswahl)
- 2006: Palm Beach Opera, Junior Division
- 2013: Christina and Louis Quilico Awards, Dritter Preis

## Zitat
„Ich liebe es, die Schurkinnen zu spielen die zerrissenen, interessanten Frauenfiguren ziehen mich an: ihre Intelligenz, ihr Charisma, ihr Sex. Wir alle haben diese Seiten in uns. Solche Rollen zu spielen erlaubt mir, das auf fantastische Weise auszuleben! Der Charakter einer Figur ist mir wichtiger als die Vokalakrobatik. Wenn es eine spannende Inszenierung ist, darf die Rolle auch einmal kleiner sein.“